# Contea di Szabolcs-Szatmár-Bereg

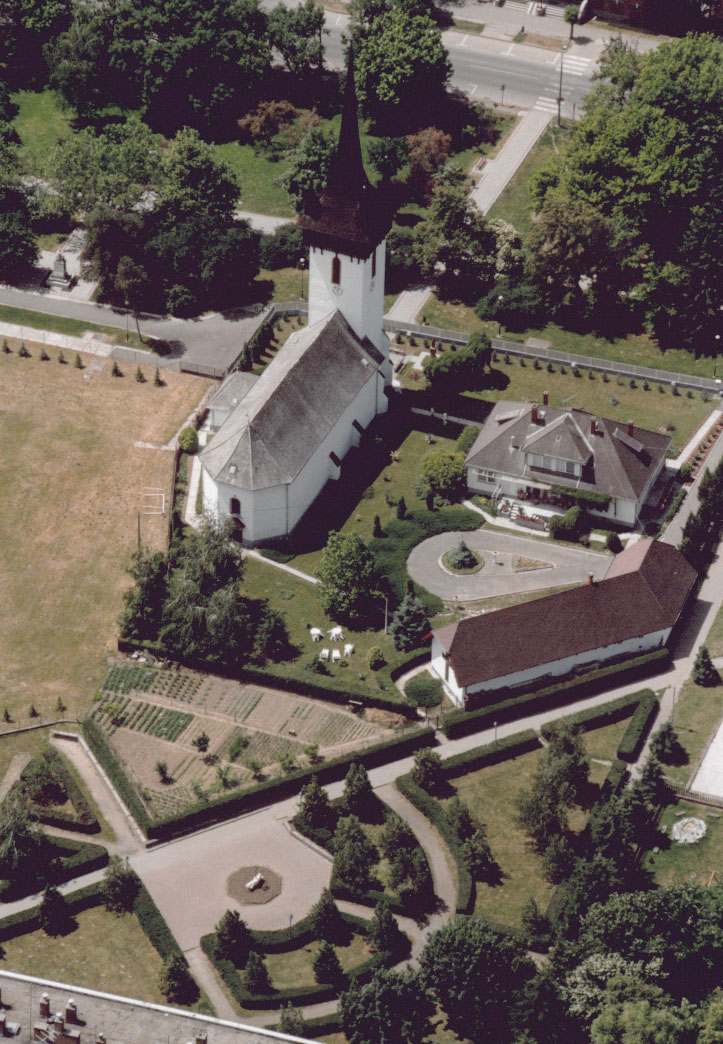
Fehérgyarmat

Szabolcs-Szatmár-Bereg è una contea dell'Ungheria nordorientale al confine con la Slovacchia, con la Romania e con l'Ucraina.
Confina con le altre contee di Hajdú-Bihar e Borsod-Abaúj-Zemplén; il suo capoluogo è Nyíregyháza.

## Struttura della contea
Città di rilevanza comitale 
- Nyíregyháza (capoluogo)

 Città 
(in ordine di abitanti, secondo censimento 2001)
- Baktalórántháza (4 272)
- Balkány (6 809)
- Csenger (5 234)
- Demecser (4 566)
- Dombrád (4 283)
- Fehérgyarmat (9 046)
- Ibrány (6 891)
- Kemecse (5 037)
- Kisvárda (18 220)
- Mándok (4 523)
- Máriapócs (2 186)
- Mátészalka (18 749)
- Nagyecsed (6 930)
- Nagyhalász (5 934)
- Nagykálló (10 814)
- Nyírbátor (13 456)
- Nyírlugos (3 009)
- Nyírtelek (7 150)
- Rakamaz (5 206)
- Tiszalök (6 132)
- Tiszavasvári (14 585)
- Újfehértó (13 657)
- Vásárosnamény (9 325)
- Záhony (4 815)

 Altri comuni 
- Ajak
- Anarcs
- Apagy
- Aranyosapáti
- Balsa
- Barabás
- Bátorliget
- Benk
- Beregdaróc
- Beregsurány
- Berkesz
- Besenyőd
- Beszterec
- Biri
- Bököny
- Botpalád
- Buj
- Cégénydányád
- Csaholc
- Csaroda
- Császló
- Csegöld
- Csengersima
- Csengerújfalu
- Darnó
- Döge
- Encsencs
- Eperjeske
- Érpatak
- Fábiánháza
- Fényeslitke
- Fülesd
- Fülpösdaróc
- Gacsály
- Garbolc
- Gávavencsellő
- Géberjén
- Gégény
- Gelénes
- Gemzse
- Geszteréd
- Gulács
- Győröcske
- Győrtelek
- Gyügye
- Gyulaháza
- Gyüre
- Hermánszeg
- Hetefejércse
- Hodász
- Ilk
- Jánd
- Jánkmajtis
- Jármi
- Jéke
- Kállósemjén
- Kálmánháza
- Kántorjánosi
- Kék
- Kékcse
- Kérsemjén
- Kisar
- Kishódos
- Kisléta
- Kisnamény
- Kispalád
- Kisszekeres
- Kisvarsány
- Kocsord
- Kölcse
- Komlódtótfalu
- Komoró
- Kömörő
- Kótaj
- Laskod
- Levelek
- Lónya
- Lövőpetri
- Magosliget
- Magy
- Mánd
- Márokpapi
- Mátyus
- Méhtelek
- Mérk
- Mezőladány
- Milota
- Nábrád
- Nagyar
- Nagycserkesz
- Nagydobos
- Nagyhódos
- Nagyszekeres
- Nagyvarsány
- Napkor
- Nemesborzova
- Nyírbéltek
- Nyírbogát
- Nyírbogdány
- Nyírcsaholy
- Nyírcsászári
- Nyírderzs
- Nyírgelse
- Nyírgyulaj
- Nyíribrony
- Nyírjákó
- Nyírkarász
- Nyírkáta
- Nyírkércs
- Nyírlövő
- Nyírmada
- Nyírmeggyes
- Nyírmihálydi
- Nyírparasznya
- Nyírpazony
- Nyírpilis
- Nyírtass
- Nyírtét
- Nyírtura
- Nyírvasvári
- Ököritófülpös
- Olcsva
- Olcsvaapáti
- Ömböly
- Ópályi
- Őr
- Panyola
- Pap
- Papos
- Paszab
- Pátroha
- Pátyod
- Penészlek
- Penyige
- Petneháza
- Piricse
- Pócspetri
- Porcsalma
- Pusztadobos
- Ramocsaháza
- Rápolt
- Rétközberencs
- Rohod
- Rozsály
- Sényő
- Sonkád
- Szabolcs
- Szabolcsbáka
- Szabolcsveresmart
- Szakoly
- Szamosangyalos
- Szamosbecs
- Szamoskér
- Szamossályi
- Szamosszeg
- Szamostatárfalva
- Szamosújlak
- Szatmárcseke
- Székely
- Szorgalmatos
- Tákos
- Tarpa
- Terem
- Tiborszállás
- Timár
- Tiszaadony
- Tiszabecs
- Tiszabercel
- Tiszabezdéd
- Tiszacsécse
- Tiszadada
- Tiszadob
- Tiszaeszlár
- Tiszakanyár
- Tiszakerecseny
- Tiszakóród
- Tiszamogyorós
- Tiszanagyfalu
- Tiszarád
- Tiszaszalka
- Tiszaszentmárton
- Tiszatelek
- Tiszavid
- Tisztaberek
- Tivadar
- Tornyospálca
- Tunyogmatolcs
- Túristvándi
- Túrricse
- Tuzsér
- Tyukod
- Újdombrád
- Újkenéz
- Ura
- Uszka
- Vaja
- Vállaj
- Vámosatya
- Vámosoroszi
- Vasmegyer
- Zajta
- Zsarolyán
- Zsurk